# Jevgenyij Pavlovics Leonov
Jevgenyij Leonov (teljes nevén: Jevgenyij Pavlovics Leonov, oroszul: Евгений Павлович Леонов; Moszkva, 1926. szeptember 2. – Moszkva, 1994. január 29.) szovjet színész.
A magyar közönség a Vadállatok a fedélzeten című fergeteges vígjátékban zárta a szívébe, amelyben egy magát – kínjában – oroszlánszelídítőnek, tigrisidomárnak kiadó szakács mulatságos viszontagságait játssza el immár nézők több generációját nevettetve meg világszerte.
Emlékezetes alakítása volt a Thyl Ulenspiegel Lamméja.
A Kin-dza-dza című sci-fi pedig valóságos kultuszfilmmé vált.
A magyar közönség filmszerepeinek csak mintegy negyedét láthatta.

## Élete
Jevgenyij Leonov Moszkvában született Pavel Vasziljevics Leonov és Anna Iljinyicsna gyermekeként. Apja mérnökként dolgozott egy repülőgépgyárban, édesanyja háztartásbeli volt. Jevgenyij Leonov a második gyermek a családban: bátyja, Nyikolaj két évvel volt idősebb nála. Leonovék egy társbérletben éltek a Vasziljevszkaja utcában, amelyben két kis szoba jutott nekik. Amikor kitört a háború, Jevgenyij még csak hetedikes volt. Pilóta szeretett volna lenni, mint a híres Valerij Cskalov. Tanulmányait félbeszakította a náci csapatok inváziója, így esztergályos lett a repülőgépgyárban. A háború alatt az egész család ott dolgozott: az apa mérnökként, az anyja szerszámkészítőként, bátyja mint szerkesztő mérnök.
1941 őszétől Jevgenyij Leonov a Szergo Ordzsonikidze Repülési Műszaki Technikumban kezdte meg tanulmányait esti tagozaton. Itt kezdte az amatőr színjátszást az iskola klubjában. De a harmadik évben, 1943-ban elhatározta, hogy hivatásos színész lesz. Kölcsönkérte bátyja zakóját, és megjelent a Moszkvai Kísérleti Színházi Iskola felvételijén. Az iskolát Rosztyiszlav Zaharov, a Bolsoj Színház híres koreográfusa vezette.
A 25 tagú felvételi bizottság előtt Csehov- és Mihail Zoscsenko-monológot adott elő, s mikor némi elégedetlenséget vélt kihallani a felszólításban, hogy „Van még valami?”, utánozhatatlan stílusában azt válaszolta: „Van, de az még rosszabb!” A 25 leendő kollégából egyszerre kirobbanó nevetés jelezte, hogy ott a helye.
A dráma osztályba vették fel, és 1947-ben végzett, majd ezt követően a moszkvai Dzerzsinszkij Kerületi Színházhoz szerződött, amely ugyan rövidesen megszűnt, de épületében 1948-ban szinte azonnal megalakult a Sztanyiszlavszkij Színház, amelynek szintén tagja lett.
Első jelentősebb filmszerepét 1954-ben Vlagyimir Nyemoljajev a Tengeri vadász című filmjében kapta (korábban is játszott kisebb szerepeket). A film másik rendezője, Georgij Natanszon a Sztanyiszlavszkij Színházban figyelt fel rá Larioszik szerepében A Turbin család napjai-ban, és felajánlotta neki a hajószakács szerepét, amit Leonov el is fogadott.
1968-tól a Majakovszkij Színházban játszott. Itt nyújtotta egyik legjobb alakítását az apaként Szergej Najgyonov Vanyusin gyermekei című drámájában. Az 1970-es években Leonovnak nézeteltérései támadtak a színház művészeti vezetőjével, Andrej Goncsarovval, aki azt még elnézte, hogy a színész a forgatások miatt gyakran hiányzik, de azt nem tudta megbocsátani neki, hogy reklámfilmben vállalt szerepet. Így 1974-ben el kellett jönnie a színháztól, és a Komszomol Színházhoz szerződött, amelynek irányítását röviddel azelőtt (1973) vette át Mark Zaharov. Itt sorozatban kapta a jobbnál jobb szerepeket, amikkel hatalmas sikereket ért el; Csehov Ivanov-jának címszerepében, a vezető Vszevolod Visnyevszkij Optimista tragédiá-jában és Tevje szerepével a Hegedűs a háztetőn című darabban, amely alakításáért megkapta az Oroszországi Föderáció Állami Díját.
1982-ben Leonovot választották a Színészek Központi Háza igazgatójának.
Jevgenyij Leonov óriási népszerűségre tett szert a Vadállatok a fedélzeten című filmben nyújtott alakításával. Játékában a közvetlenség és őszinte nyitottság párosult kiemelkedő drámai tehetséggel. Leonov személyiségéből adódóan könnyedén azonosult sok kedves, szimpatikus figurával annak ellenére, hogy számos szerepében valójában egyértelműen negatív karaktert alakított (mint például a király a Hétköznapi csoda, Haritonov szomszéd az Őszi maraton, a sofőr Miska Sznyegirjov A Rumjancev-ügy, Uef a Kin-dza-dza, a csaló szélhámos „Király” a Huckleberry Finn és a csirkefogók című filmekben, vagy a bécsi szovjet nagykövetség munkatársa az Útlevél-ben).
Leonov filmjeiben szinte mindig a maga valójában, smink nélkül jelenik meg – egy kedves, mackós, kissé görnyedten járó alak kerek, kopasz fejével és jókora orrával. Rekedtes, jellegzetes hangja is azonnal felismerhető. A szovjet gyerekek sok generációja ismerte és szerette meg rajzfilmfigurák, köztük Micimackó (oroszul Vinnyi-puh) hangjaként. Majd teljes valójában a gyermek és ifjúsági filmek szereplőjeként.
1988-ban, nyugat-németországi vendégszereplése idején súlyos szívrohamot kapott és a klinikai halál állapotából hozták vissza. Bypass műtétet hajtottak végre rajta, és 16 napig volt kómában. De 4 hónap után újra munkába állt.
Jevgenyij Leonov életének 68. évében halt meg infarktus következtében 1994. január 29-én a Hegedűs a háztetőn előadására készülve. A moszkvai Novogyevicsi temetőben nyugszik.
Magánéletében is vendégszerető és barátságos volt. Szenvedélyesen gyűjtött festményeket és grafikákat az orosz tájról, valamint orosz antik bútorokat és régiségeket. Moszkvai lakása úgy nézett ki, mint egy múzeum.
Érdeklődött a futball iránt, a Moszkvai Dinamó szurkolója volt.
Haláláig az SZKP tagja volt.

## Családja
Felesége (1957. november 16.) Vanda Vlagyimirovna Sztojlova évekig a Lenkom Színház irodalmi részlegében dolgozott. Egyetlen fiuk, Andrej 1959-ben született, és szintén híres színházi és filmszínész lett.

## Díjak, elismerések
- 1959 – Az OSZSZSZK Kiváló Művésze
- 1966 – Az Új-delhi 3. Nemzetközi Filmfesztivál Ezüst páva díja a Doni elbeszélés című filmben nyújtott alakításáért
- 1966 – A Kijevi Össz-szövetségi Filmfesztivál díja (Doni elbeszélés)
- 1967 – A Szovjetunió Becsület Érdemrendje (Орден «Знак Почета»)
- 1972 – Az OSZSZSZK Népművésze
- 1976 – A Szovjetunió Állami Díja a Prémium című filmben nyújtott alakításáért
- 1978 – A Szovjetunió Népművésze
- 1978 – Lenini Komszomol Díja Prohorov nyomozó szerepéért az És ez minden róla című TV sorozatban.
- 1979 – Az Újságíró Szövetség díja a legjobb teljesítményt nyújtó férfi szereplőnek az Őszi maraton-ban nyújtott alakításáért
- 1979 – San Sebastián-i Nemzetközi Filmfesztivál – A legjobb színész díja (Őszi maraton)
- 1979 – Velencei Filmfesztivál – Az olasz újságírók legjobb színésznek járó díja (Őszi maraton)
- 1981 – Az OSZSZSZK Minisztertanácsának Vasziljev Fivérek Állami Díja Haritonov szerepéért (Őszi maraton)
- 1986 – Lenin-rend
- 1992 – Az Oroszországi Föderáció Állami Díja a Hegedűs a háztetőn-ben nyújtott alakításáért.
- 1994 – A Szocsiban megrendezett „Kinotavr” Orosz Filmfesztiválon posztumusz díjat kapott „az orosz művészet fejlődéséhez való hozzájárulásáért”.

## Emlékezete
Jevgenyij Leonov emlékét számos filmje és néhány színházi felvétel, de mindenekelőtt rajongói millióinak az emlékezete őrzi.
A volt Szovjetunió területén számos műalkotás készült különféle emlékezetes színészi alakítása nyomán. Többek között:
- Emléktábla dombormű portréjával egykori lakóháza falán a Komszomolszkij Proszpekten.
- 2001 – A Moszfilm stúdiójával szemben a moszkvai Moszfilmovszkaja utcában A siker lovagjai című film jelenete alapján készített szobor.[8]
- 2007 – A moszkvai Modern Művészeti Múzeum udvarán kiállított szoborcsoport a Mimino című filmre emlékezve.
- 2011 – Dísz ivókút az örményországi Dilizsan városában a Mimino című filmjének jelenetét megelevenítő másik szoborcsoporttal.
- Taraz (Kazahsztán, Zsambil terület) Sahrisztán nevű bevásárlóközpontjában emlékmű A siker lovagjai című film jelenete alapján.
- 2010 – Szobor Áfonya-ként Jaroszlavlban.

## Filmszerepei

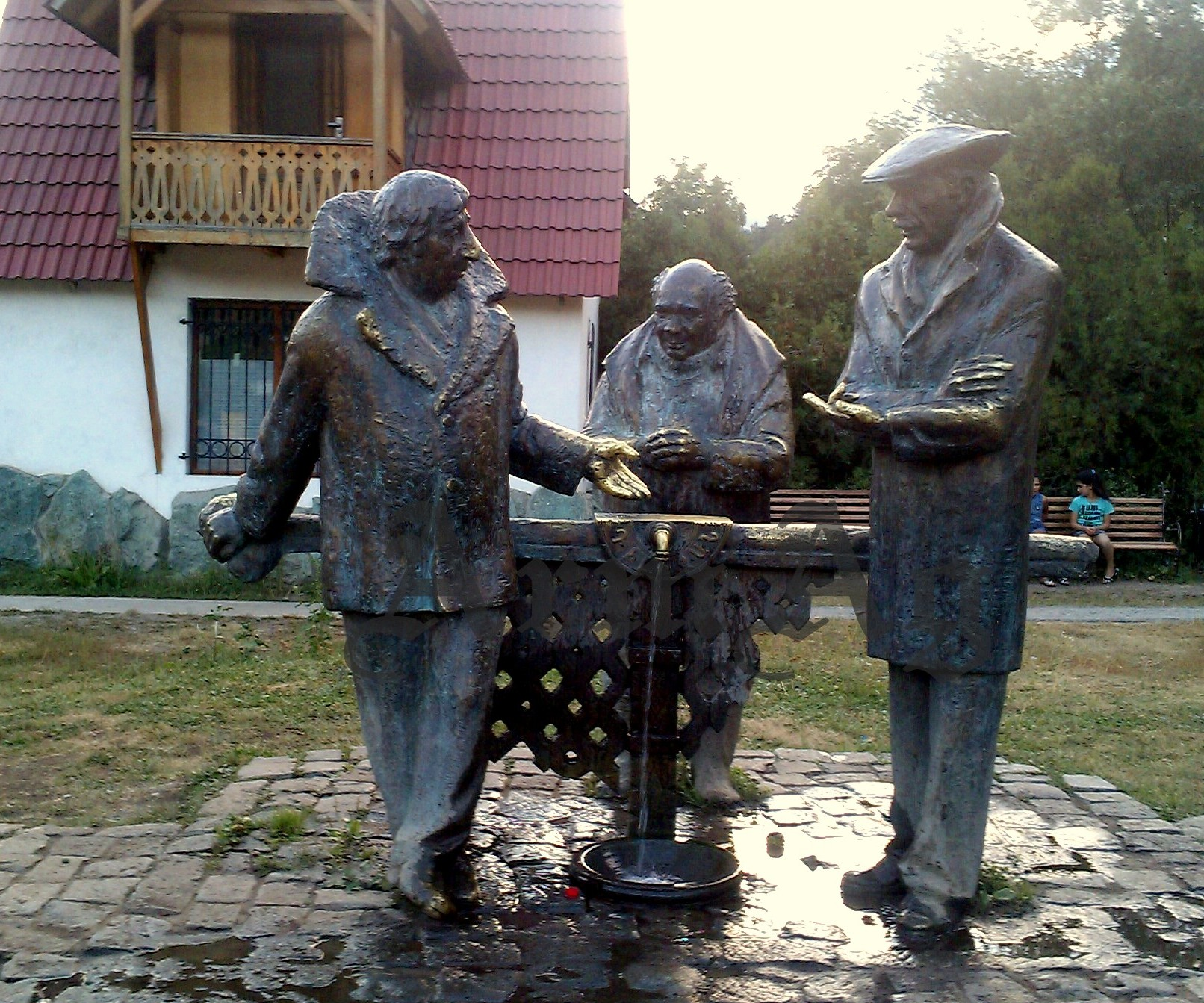
A Mimino című népszerű vígjáték jelenetét felelevenítő díszkút szoboregyüttessel az örményországi Dilijan egyik terén

- 1948 – Карандаш на льду (Ceruza a jégen) – Gondnok
- 1949 – Счастливый рейс (Машина 22-12) (Gondtalan utazás) – Tűzoltó
- 1951 – Спортивная честь (Sport becsület) – Pincér
- 1954 – Морской охотник (Tengeri vadász) – Hajószakács
- 1955 – Дорога (Az út) – Paska Jeszkov
- 1955 – Дело Румянцева (A Rumjancev-ügy) – Miska Sznyegirjov
- 1957 – Неповторимая весна (Különös tavasz) – Susa, Nyina orvos férje
- 1957 – Улица полна неожиданностей (Az utca tele van meglepetésekkel) – Szergyukov, rendőr
- 1958 – Трудное счастье (Nehéz boldogság) – Agafon
- 1959 – Не имей 100 рублей... (Nem kell a 100 rubel...) – Muhin
- 1959 – В этот праздничный вечер (Ezen ünnepi est) – Fjodor, a taxis
- 1959 – Произведение искусства (A műalkotás) – Szása Szmirnov
- 1959 – Повесть о молодожёнах (Egy ifjú házaspár története) – Fegya
- 1959 – Снежная сказка (Mese a Hótündérről) – az Óév
- 1961 – Vadállatok a fedélzeten (Полосатый рейс) – Gleb, a szakács
- 1962 – Itt lakik a szerelem (Черёмушки) – Barabaskin
- 1963 – Короткие истории (Rövid történetek) – Ügyfél
- 1963 – Крепостная актриса (A szolga) – Kutajszov gróf
- 1963 – Мамочка и два трутня (A Mama és a két méhecske)
- 1964 – Doni elbeszélés (Донская повесть) – Jakov Sibalok
- 1964 – Над нами Южный Крест (Felettünk a Dél Keresztje)
- 1965 – Тридцать три (Harminchárom) – Iván Travkin
- 1966 – Сказки русского леса (Mesél az orosz erdő)
- 1967 – Первый курьер (Az első futár) – Kritszkij, csendőrtiszt
- 1967 – Зареченские женихи (A zarecsenszki vőlegények) – Korotajka
- 1967 – Hókirálynő (Снежная королева) – XXIX. Erik király
- 1967 – Фокусник (Fokusznyik – A bűvész) – Kukuskin főnöke, Sztyepan Rosszomahin
- 1968 – Виринея (Virinyeja) – Mihajlo
- 1968 – Урок литературы (Urok lityeraturi – Irodalom lecke) – Pavel Petrovics Vronszkij, Nyina apja
- 1969 – Ne búsulj! (Не горюй!) – Jegor Zaletajev katona
- 1969 – Зигзаг удачи (Zigzag udacsi – A szerencse forgandó) – Vlagyimir Antonovics Oresnyikov fotós
- 1969 – Ragyogj, ragyogj, csillagom! (Гори, гори, моя звезда – Gori, gori moja zvezda) – Pása a bűvész
- 1969 – Чайковский (Csajkovszkij) – Aljosa
- 1970 – Карусель (Karuszel – Kőrhinta) – Nyuhin (Csehov elbeszéléseiből)
- 1970 – Меж высоких хлебов (Mezs viszokij hlebov – Magas kenyerek között) – Pavlo Sztrucsok
- 1970 – Belorusz pályaudvar (Белорусский вокзал) – Ivan Prihodko lakatos, egykori felderítő parancsnok
- 1971 – A siker lovagjai (Джентльмены удачи) – Jevgenyij Troskin / Szan Szanics Belüj „docens”
- 1971 – (Ехали в трамвае Ильф и Петров (Ilf és Petrov a villamoson) – Vitalij Kapitulov
- 1972 – Гонщики (Autóversenyzők) – Iván Kukuskin, „Ványa bácsi”, „Rimszkij papa”
- 1972 – Большая перемена (Nagy változás) – Sztyepan Szemjonovics Lednyov, Nelli apja
- 1973 – Под каменным небом[9] (Pod kamennim nyebom – A kőégbolt alatt) – Kravcov főhadnagy
- 1973 – Huckleberry Finn és a csirkefogók (Совсем пропащий – Szovszem propascsij) – Király
- 1974 – Премия (Prémium) – Potapov, művezető (Gelman színdarabjából)
- 1975 – A nyomozó dilemmája (Длинное, длинное дело) – Luzsin
- 1975 – Cirkusz a cirkuszban (Соло для слона с оркестром) – Ivanov, a cirkusz igazgatója
- 1975 – Áfonya, a vagány (Афоня – Afonya) – Kolja
- 1975 – Старший сын (Sztarsij szin – A legidősebb fiú) – Andrej Grigorjevics Szarafanov
- 1975 – Шаг навстречу (Lépés előre) – Szerafim Nyikitics
- 1976 – Thyl Ulenspiegel (Легенда о Тиле, Legenda o Tile) – Lamme
- 1976 – Длинное, длинное дело... (Dlinnoje, dlinnoje gyelo – Hosszú, hosszú történet ...) – Mihail Petrovics Luzsin
- 1977 – Mimino (Мимино) – Ivan Szergejevics Volohov háborús veterán
- 1977 – A frontvonal mögött I-II. (Front za linyijej fronta)
- 1977 – Смешные люди! (Szmesnie ljugyi – Vicces emberek!) – Alekszej Alekszejevics régens
- 1977 – Háztűznéző (Женитьба – Zsenyityba) – Zsevakin
- 1978 – Дуэнья (A díva) – Isaac Mendoza
- 1978 – Обыкновенное чудо (Hétköznapi csoda) – Király
- 1978 – И это всё о нём (És ez minden róla) – Prohorov nyomozó
- 1979 – Őszi maraton (Осенний марафон – Oszennyij marafon) – Vaszilij Ignatyjics Haritonov, lakatos
- 1979 – Верой и правдой (Hűség és igazság) – Jevgenyij Szaveljevics Bannyikov
- 1979 – Отпуск в сентябре (Nyaralás szeptemberben) – Kusak
- 1980 – A kölcsönkért gyufa (За спичками – Za szpicskami) – Antti Ihalainen
- 1980 – О бедном гусаре замолвите слово (A szegény huszár mondása) – Afanaszij Petrovics Bubencov
- 1982 – Könnycseppek (Слёзы капали – Szljozi kapali) – Pavel Ivanovics Vaszin
- 1982 – (Дом, который построил Свифт (A ház, amit Swift népesített be) – Gljum, az óriás
- 1983 – Уникум (Unikum) – Igazgató
- 1984 – Время и семья Конвей (Vremja i szemja Konvej – Az idő és a Conway család) – Alan Conway
- 1986 – Жил-был Матвей (Egyszervolt Matvej) – Színész (hangja)
- 1986 – Kin-dza-dza (Кин-дза-дза!) – Uef, a chatlániai vándorénekes
- 1988 – Диктатура совести (A lelkiismeret diktatúrája) – elítélt vesztegető
- 1988 – Убить дракона (Ubity drakona – Öld meg a sárkányt) – Polgármester
- 1990 – Útlevél (Паспорт) – Hivatalos személy a bécsi szovjet nagykövetségen (epizód)
- 1993 – Násztya (Настя) – Jakov Alekszejevics, az irodaszerbolt vezetője
- 1993 – Сыскное бюро «Феликс» (A „Félix” nyomozó iroda) – „Ványa bácsi”
- 1993 – Американский дедушка (Az amerikai nagyapa) – Gogoljev

## Egyéb szerepei
Jevgenyij Leonov több mint 100 szerepet játszott színházban. Néhány megtekinthető felvételről.
Számos gyermekek számára készült rajzfilm figurájának kölcsönözte a hangját. Legemlékezetesebb talán a szovjet Micimackó rajzfilmsorozat, amelyben a főszereplő az ő hangján szólalt meg.
1967-től 1975-ig rendszeresen szerepelt a Kanóc (Фитиль) című szatirikus heti híradóműsorban.

## Portréfilm
- 1983 – Figyelem – Találkozás Jevgenyij Leonovval (hazánkban nem mutatták be)

## Fordítás
- Ez a szócikk részben vagy egészben  a(z)   Леонов, Евгений Павлович című orosz Wikipédia-szócikk ezen változatának fordításán alapul.  Az eredeti cikk szerkesztőit annak laptörténete sorolja fel. Ez a jelzés csupán a megfogalmazás eredetét és a szerzői jogokat jelzi, nem szolgál a cikkben szereplő információk forrásmegjelöléseként.